# Juan Diego Turcios
Juan Diego Turcios Melgar (ur. 22 września 1992) – salwadorski judoka. Olimpijczyk z Rio de Janeiro 2016, gdzie zajął dziewiąte miejsce w wadze półśredniej.
Uczestnik mistrzostw świata w 2013, 2014, 2015 i 2017, a także Pucharu Świata w 2011, 2012, 2013, 2015 i 2016. Wicemistrz igrzysk boliwaryjskich w 2013. Złoty medalista igrzysk Ameryki Środkowej w 2013 roku.

## Letnie Igrzyska Olimpijskie 2016
| Konkurencja | Eliminacje                 | Eliminacje                    | Klas. końcowa |
| Konkurencja | Przeciwnik I               | Przeciwnik II                 | Miejsce       |
| ----------- | -------------------------- | ----------------------------- | ------------- |
| 81 kg       | Roman Moustopoulos (GRE) Z | Awtandil Czrikiszwili (GEO) P | 9.            |